# Warcraft (pel·lícula)
Warcraft (coneguda de manera alternativa com Warcraft: The Beginning) és una pel·lícula estatunidenca d'acció i fantasia de 2016 dirigida per Duncan Jones i escrita per Charles Leavitt i Jones. Està basada en els videojocs del mateix nom, i és protagonitzada per Travis Fimmel, Paula Patton, Ben Foster, Dominic Cooper, Toby Kebbell, Ben Schnetzer, Robert Kazinsky, Clancy Brown, i Daniel Wu. El film presenta les topades inicials entre les races dels humans i els orcs i té lloc en diferents localitzacions rellevants del joc. Ha estat subtitulada al català.
El film va ser anunciat el 2006 com un projecte compartit entre Legendary Pictures i el desenvolupador del videojoc Blizzard Entertainment. La preestrena de Warcraft va ser en París el 24 de maig de 2016, i va ser estrenada de la mà d'Universal Pictures als Estats Units el 10 de juny de 2016. Malgrat tindre una decebedora recaptació als EUA i el film i el guió rebre crítiques negatives dels crítics, aquest va recaptar 433 milions de dòlars a nivell mundial; superant Prince of Persia: The Sands of Time com l'adaptació més taquillera d'un videojoc.